# Autobahn 112 (Belgien)
Die belgische Autobahn 112, auch auf franz. Autoroute 112 bzw. niederl. Autosnelweg 112 genannt, dient als Zubringer von Antwerpen aus Süden. Ihre Gesamtlänge beträgt zirka drei Kilometer.
Sie führt von der A12 in nördliche Richtung. Sie passiert den Antwerpener Ring und führt durch den Bolivartunnel (früher Amamtunnel) bis ins Antwerpener Stadtzentrum. An dem Abschnitt, an dem die A112 im Tunnel verläuft, befindet sich die N185 über ihr. Der Jan de Vos Tunnel ist ebenfalls Bestandteil der A112 und liegt in der Nähe des Stadtteils Antwerpen-Kiel.

## Bilder

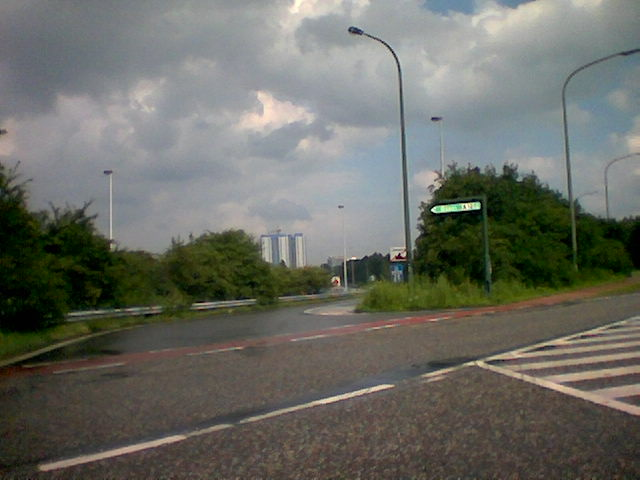
A112/N102
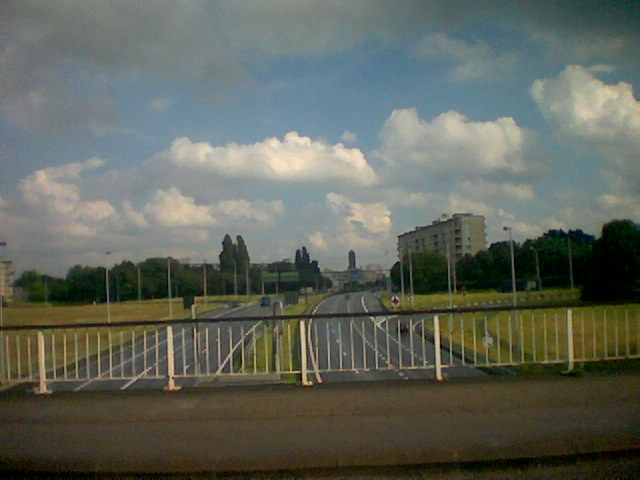
A112: Ausfahrt auf die N148